# Dzong de Tsaparang
Le dzong de Tsaparang est une forteresse située dans la préfecture de Ngari, à l'ouest de la Région autonome du Tibet, en Chine.
Tsaparang était la capitale de l'ancien royaume de Gugé (Xe siècle – milieu du XVIIe siècle) dans la vallée de Garuda, baignée par la haute Sutlej, dans la province de Ngari au Tibet occidental, près de la frontière du Ladakh.
Il en subsiste une vaste forteresse perchée sur un rocher en forme de pyramide s'élevant de 150 à 180 m au bout d'un long et étroit éperon. Elle comporte de nombreux tunnels et grottes taillés dans le rocher. À sa base, se trouvait un village où habitaient les gens du commun. Au-dessus, se trouvaient 2 temples publics : le Lhakhang Marpo (la chapelle rouge) et le Lhakhang Karpo (la chapelle blanche), ainsi que les quartiers monastiques. Plus haut, en haut d'un escalier en colimaçon creusé dans la roche, se dressaient les quartiers royaux, et tout au sommet, le palais d'été.
En 1685, Tsaparang fut assiégée et conquise par des mercenaires musulmans à la solde du roi bouddhiste du Ladakh. En dépit des dégâts importants de l'époque, et de la destruction de la plupart des statues et des peintures murales des deux chapelles par les gardes rouges pendant la révolution culturelle, de nombreuses fresques de toute beauté sont parvenues jusqu'à nous.

## Sources
- Charles Allen, The Search for Shangri-La: A Journey into Tibetan History, Little, Brown and Company, reprint, 2000, Abacus Books, London,  (ISBN 0-349-111421).
- Michael Buckley, Tibet, édition No 2, Bradt Travel Guides, 2006, 310 p., en part. p. 226 (plan de localisation).